# Apostoł

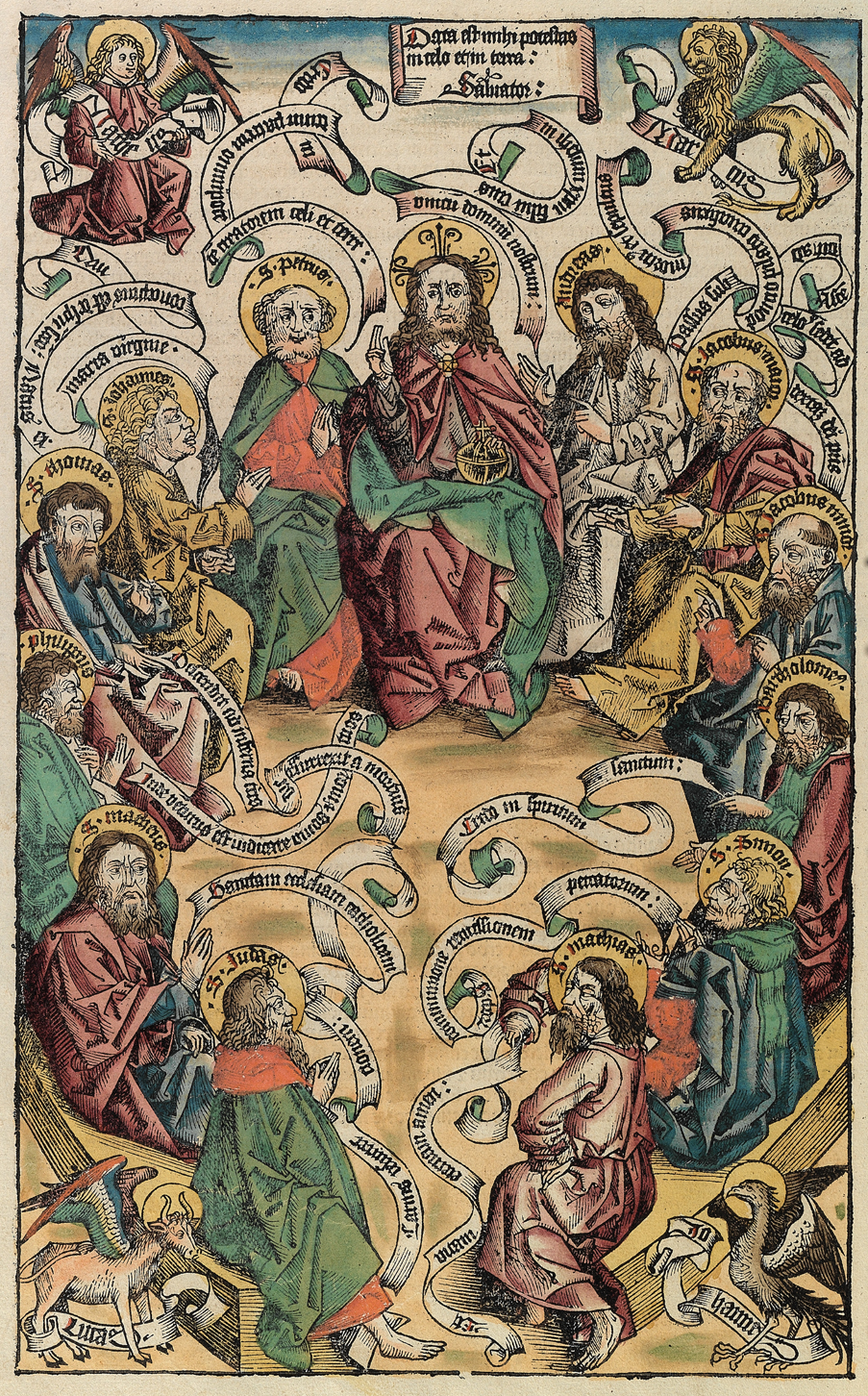
Rozesłanie apostołów (ilustracja z Kroniki norymberskiej)

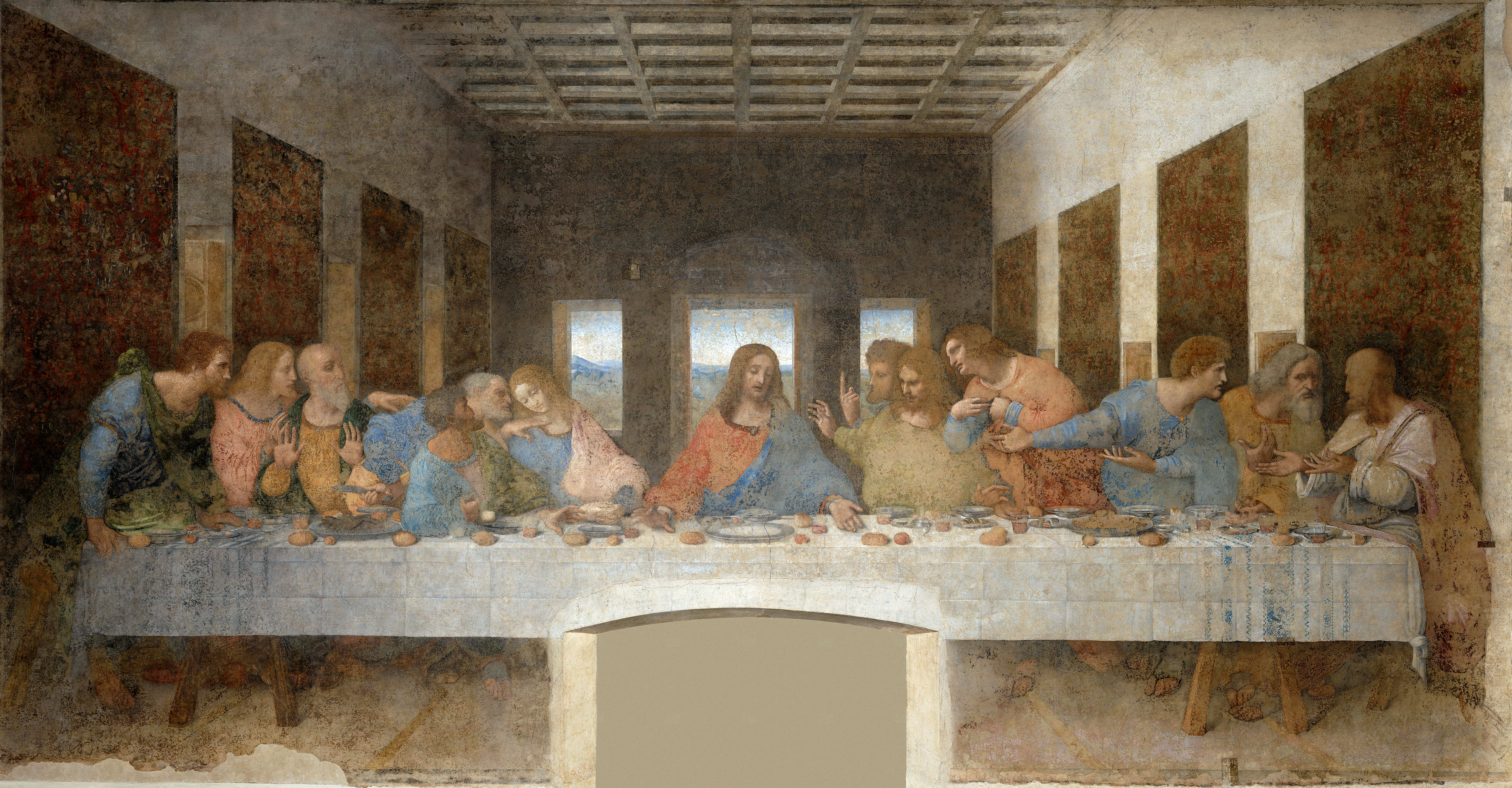
Ostatnia Wieczerza Leonarda da Vinci

Apostoł (gr. apostolos – wysłannik) – nazwa używana w Nowym Testamencie najczęściej na określenie najbliższych uczniów Jezusa Chrystusa powołanych przez niego osobiście i wysłanych do głoszenia jego nauk. Samo pojęcie występuje też w Nowym Testamencie na określenie innych osób.

## Dwunastu apostołów Jezusa
W Ewangeliach określenie „apostoł” związane było ze ścisłym kręgiem uczniów Jezusa, wyznaczonych przez niego.
Jak zwrócił uwagę Johann Auer, niemiecki teolog zajmujący się teologią dogmatyczną i historią dogmatów w Uniwersytecie w Bonn – w Izraelu przed Chrystusem termin ten bywał używany w odniesieniu do proroków (por. 1 Krl 14,6 LXX), a w okresie po wygnaniu nazywano tak nauczycieli prawa wysyłanych przez króla (por. 2 Krn 17,7-9). Jednak słowa Jezusa wyjaśniające misję Jego apostołów (por. Mt 10,5-15, por. Łk 9,1-6; Mt 28,18-20) ukazują, że termin ten w Nowym Testamencie przeszedł ewolucję. Podczas gdy wcześniej wyrażał funkcję, teraz stał się tytułem, nazwą urzędu. Określenie „Dwunastu” prawdopodobnie jest starsze niż tytuł apostoła (por. Mk 3,13-19). Osobiście wybrani i ustanowieni przez Jezusa w liczbie dwunastu, są podobni do dwunastu synów patriarchy Izraela Jakuba, założycieli dwunastu pokoleń Ludu Wybranego. Dwunastu apostołów miało w zamierzeniu Jezusa odgrywać podobną rolę w Kościele, Nowym Ludzie Bożym. To dlatego Jan Ewangelista przytacza modlitwę Jezusa za apostołów zgromadzonych w czasie ostatniej wieczerzy w formie uroczystej modlitwy arcykapłańskiej (por J 17,6-19). Im też przekazał „tajemnice Królestwa” (Mt 13,11), uczył ich nowego stosunku do praw żydowskich, do nieczystości obrzędowej (Mt 15,12nn), nierozerwalności małżeństwa (Mt 19, 10nn) itd. Przygotowywał ich do misji, uczył o upadku Jerozolimy i o końcu świata (Mt 24-25). Przekazał im też władzę (Mt 18; Mt 28,19, por. Łk 22,19; J 20,21; 2 Kor 5,19n). Stąd autorytet apostołów był ponad autorytetem zgromadzenia danego kościoła i nie podlega osądowi jego członków. Św. Paweł mówił o swoim posługiwaniu:

Paweł, apostoł nie z ludzkiego ustanowienia czy zlecenia, lecz z ustanowienia Jezusa Chrystusa i Boga Ojca, który Go wskrzesił z martwych... (Ga 1,1) A od szafarzy już tutaj się żąda, aby każdy z nich był wierny. Mnie zaś najmniej zależy na tym, czy będąc osądzony przez was, czy przez jakikolwiek trybunał ludzki. Co więcej, nawet sam siebie nie sądzę. Sumienie nie wyrzuca mi wprawdzie niczego, ale to mnie jeszcze nie usprawiedliwia. Pan jest moim sędzią (1 Kor 4,2-4).

Dzieje Apostolskie i listy Pawłowe ukazują apostołów jako tych, którzy zakładali miejscowe kościoły i kierowali nimi (Dz 8,14n; 15,2; Rz 15,15; 2 Kor 10,13-16; Tes 3,4 itd.). Strzegli kościelnej dyscypliny (1 Kor 5,3-5; 1 Tm 1,20; Dz 5 /Ananiasz i Safira/). Ustanawiali też współpracowników i następców poprzez nałożenie rąk (Dz 6,6; 1 Tm 4,14; 5,22; 2 Tm 1,6). Przechowywali depozyt wiary (1 Tm 6,20) i tradycję (1 Kor 11,23; 15,3). Do nich też należało przekazywanie swego urzędu poprzez ustanawianie następców (sukcesja apostolska).
Liczba odnosiła się zapewne do dwunastu pokoleń Izraela (Mt 19,28) i miała symbolizować jego odnowę.
Niektórzy apostołowie Jezusa byli wcześniej uczniami Jana Chrzciciela. Większość pochodziła z Galilei, podobnie jak Chrystus. Pochodzili z niskiego stanu – co najmniej czterech było rybakami, jeden (Mateusz Lewi) był wcześniej poborcą podatków. Przynajmniej dwóch z nich było krewnymi Jezusa (synowie Alfeusza). Kapłani jerozolimscy pogardzali nimi z powodu braku wykształcenia rabinicznego i galilejskiej gwary. Niektórzy z apostołów, włączając Piotra (Kefasa) byli żonaci (1 Kor. 9, 5). Wszyscy apostołowie byli Żydami.
W gronie Dwunastu Jezus szczególnie traktował Piotra, Jakuba (Większego) i Jana. To ich zabrał ze sobą na Górę Przemienienia i przy nich wskrzesił córkę Jaira. Największą sympatią darzył Jana, który był najprawdopodobniej najmłodszy z grona.
Apostołowie towarzyszyć też mieli Jezusowi w jego podróżach ewangelizacyjnych i wyprawach do Jerozolimy. Byli głównymi odbiorcami nauk Jezusa i świadkami jego cudów. W noc poprzedzającą śmierć Jezusa, spotkali się z nim na wieczerzy paschalnej i towarzyszyli mu w modlitwach w ogrodzie Getsemani. Tuż przed aresztowaniem Jezusa większość apostołów uciekła albo, jak Piotr, wyparła się swego Mistrza. Jeden z nich, Judasz Iskariota, okazał się zdrajcą, który wydał Jezusa; jakiś czas później popełnił samobójstwo.
Po śmierci Jezusa jedenastu apostołów w strachu przed przeciwnikami ukrywało się w jednym z domów w Jerozolimie. Tam odwiedził ich zmartwychwstały Chrystus. Później spotkał się z nimi w Galilei, gdzie nakazał im 'głosić ewangelię ludziom z wszystkich narodów'.

## Lista apostołów
W Nowym Testamencie pełna lista apostołów jest wymieniona 4 razy, we wszystkich ewangeliach synoptycznych, oraz w Dziejach Apostolskich. Listy różnią się kolejnością, oraz niektórymi imionami. Wspólnymi ich punktami jest to, że zawsze Piotr jest wymieniony jako pierwszy, Filip piąty i Jakub syn Alfeusza jako dziewiąty. Listy w Nowym Testamencie, poza imionami, przy niektórych apostołach mają dodatkowe informacje. Lista apostołów w Ewangelii Marka, zawiera informacje, że Jakubowi i Janowi został nadany przydomek Boanerges, czyli synowie gromu.
| Lp. | Ewangelia Marka        | Ewangelia Mateusza                 | Ewangelia Łukasza                  | Dzieje Apostolskie                              |
| --- | ---------------------- | ---------------------------------- | ---------------------------------- | ----------------------------------------------- |
| 1.  | Szymon (zwany Piotrem) | Szymon (któremu nadano imię Piotr) | Szymon (któremu nadano imię Piotr) | Piotr                                           |
| 2.  | Jakub (syn Zebedeusza) | Andrzej (brat Piotra)              | Andrzej (brat Piotra)              | Jan                                             |
| 3.  | Jan (brat Jakuba)      | Jakub (syn Zebedeusza)             | Jakub                              | Jakub                                           |
| 4.  | Andrzej                | Jan (brat Jakuba)                  | Jan                                | Andrzej                                         |
| 5.  | Filip                  | Filip                              | Filip                              | Filip                                           |
| 6.  | Bartłomiej             | Bartłomiej                         | Bartłomiej                         | Tomasz                                          |
| 7.  | Mateusz                | Tomasz                             | Mateusz                            | Bartłomiej                                      |
| 8.  | Tomasz                 | Mateusz (celnik)                   | Tomasz                             | Mateusz                                         |
| 9.  | Jakub (syn Alfeusza)   | Jakub (syn Alfeusza)               | Jakub (syn Alfeusza)               | Jakub (syn Alfeusza)                            |
| 10. | Tadeusz                | Tadeusz                            | Szymon Gorliwy                     | Szymon Gorliwy                                  |
| 11. | Szymon Gorliwy         | Szymon Gorliwy                     | Juda (syn Jakuba)                  | Juda (brat Jakuba)                              |
| 12. | Judasz Iskariota       | Judasz Iskariota                   | Judasz Iskariota                   | Maciej (który zastąpił Judasza po jego śmierci) |

## Wiek apostolski
Księga Dziejów Apostolskich (rozdziały 1-5) podaje, że po zesłaniu Ducha Świętego w dniu Pięćdziesiątnicy apostołowie zaczęli dynamicznie organizować działalność ewangelizacyjną i strukturę wewnętrzną wspólnoty chrześcijańskiej w Jerozolimie i Judei. W miejsce zdrajcy Judasza wybrano przez los Macieja i w tym składzie grono Dwunastu zarządzało całością pierwszych chrześcijan.
Mniej więcej w tym samym czasie zmartwychwstały Jezus Chrystus osobiście wybrał na swojego apostoła Szawła z Tarsu, który odtąd znany będzie jako apostoł Paweł. Chociaż Paweł uczestniczył czasem w naradach kolegium „apostołów i starszych w Jerozolimie” i miał takie same uprawnienia jak pozostali apostołowie, nie był nigdy zaliczany do grona „Dwunastu”. Sam jednak określał się tak często w swoich listach (por. Ga 1,1).
Wspólnota chrześcijańska w czasach apostolskich zarządzana była kolegialnie przez grono apostołów. To ono rozstrzygało wszystkie kwestie organizacyjne i doktrynalne. Wszystkie lokalne gminy chrześcijańskie uznawały autorytet apostolski. Wszystkie księgi Nowego Testamentu były oznaczone imieniem apostołów (Mateusz, Jan, Piotr, Paweł) lub ich współpracowników (Marek – współpracownik Piotra i Pawła; Łukasz – współpracownik Pawła; Jakub i Juda, bracia Pańscy – starsi z Jerozolimy). To apostołowie (np. Paweł) lub osoby przez nich wyznaczone (np. Tymoteusz, Tytus) powoływali biskupów (nadzorców) czyli prezbiterów (starszych) oraz diakonów (sług) w poszczególnych wspólnotach.
Po śmierci Jakuba Większego w wyniku prześladowań ze strony Heroda Agryppy (44 r. n.e.) do grona apostołów dołączyli „starsi z Jerozolimy”, w tym Jakub (brat Pański). Wspólnie podjęli decyzję w sprawie obrzezania nawróconych pogan i wysyłają do wszystkich chrześcijan list oraz swoich przedstawicieli (Dzieje Apostolskie 15 rozdział). Z czasem apostołowie opuścili Jerozolimę (przed rokiem 56 n.e.) i udali się w różne strony ówczesnego świata, aby szerzyć ewangelię.
Według tradycji chrześcijańskiej większość apostołów zginęła śmiercią męczeńską, z wyjątkiem Jana, który ok. roku 100 umarł jako ostatni apostoł śmiercią naturalną w Efezie. W II wieku słowo „apostoł” nie oznaczało już urzędu w Kościele.
Według części chrześcijan pozycja apostoła nie zaniknęła – uznaje się jednak powszechnie raczej nie powołanie na tę funkcję przez Kościół, a uznanie za bycie powołanym do tej funkcji (służby) przez Boga, Kościół zaś może jedynie to powołanie oficjalnie rozpoznać.

## Określenia „apostoł” w Nowym Testamencie
Poza Dwunastoma, Maciejem i Pawłem z Tarsu, Nowy Testament określa też jako apostołów następujące osoby:
- Barnaba, towarzysz Pawła w podróżach apostolskich (Dz 14,14)
- Andronik i Junia (ew. Juniasz) – pozdrawiani przez Pawła w Liście do Rzymian (Rz 16,7)
- Tymoteusz i Sylas, towarzysze Pawła, określeni przez niego jako prawdziwi apostołowie w 1. Liście do Tesaloniczan (1 Tes 2,7)

Sam Jezus z kolei jest nazywany „apostołem” czyli „wysłannikiem” Boga (Hbr 3,1).

### Tereny działań ewangelizacyjnych apostołów Jezusa Chrystusa według tradycji[11]
| Apostoł       | Tereny działań                                            |
| ------------- | --------------------------------------------------------- |
| Szymon Piotr  | Jerozolima, Palestyna, Antiochia, Rzym                    |
| Andrzej       | Azja Mniejsza, Gruzja, Scytia (na płn. od Morza Czarnego) |
| Jakub Starszy | Palestyna, Jerozolima, Półwysep Iberyjski                 |
| Jan           | Jerozolima, Samaria, Azja Mniejsza, Patmos, Efez          |
| Filip         | Azja Mniejsza                                             |
| Bartłomiej    | Armenia, Indie                                            |
| Tomasz        | Persja, Indie                                             |
| Mateusz       | Palestyna, Etiopia                                        |
| Jakub Młodszy | Jerozolima                                                |
| Juda Tadeusz  | Mezopotamia                                               |
| Szymon        | Persja, Gruzja                                            |
| Maciej        | Jerozolima, Palestyna, Etiopia                            |

## Śmierć apostołów
Według tradycji, jedenastu spośród Dwunastu zginęło z rąk ludzkich, jedynym, który zmarł śmiercią naturalną (i jako ostatni z Dwunastu), był Jan.
- Piotr – ukrzyżowany
- Andrzej – ukrzyżowany
- Mateusz – ścięty mieczem
- Jan – śmierć naturalna na zesłaniu lub w Efezie
- Jakub, syn Alfeusza – ukrzyżowany
- Filip – ukrzyżowany
- Szymon – ukrzyżowany lub rozcięty piłą
- Juda Tadeusz – obity kijami w Persji[12]
- Jakub, syn Zebedeusza – ścięty mieczem
- Tomasz – przebity włócznią
- Bartłomiej – obdarty żywcem ze skóry
- Judasz – po zdradzeniu Jezusa popełnił samobójstwo.

Po wniebowstąpieniu Jezusa apostołowie przyjęli do swego grona jednego z Jego uczniów, Macieja – który został ukamienowany

## Apostołowie narodów
Terminem „apostoł” zaczęto określać w średniowiecznej hagiografii misjonarzy mających kluczowe znaczenie w procesie chrystianizacji danego narodu czy też państwa. Osoby te niejako kontynuowały misję apostołów Chrystusa.
- Apostoł Andaluzji (Hiszpania) – św. Jan z Ávili (1500–1569)
- Apostoł Anglii – św. Augustyn (zmarł w 604)
- Apostoł Ardenów – św. Hubert z Liège (656–727)
- Apostoł Armenii – św. Grzegorz Oświeciciel (256–331)
- Apostoł Brazylii – św. Józef Anchieta (1533–1597)
- Apostoł Etiopii – św. Frumencjusz z Aksum (zm. 380)
- Apostoł Karyntii – św. Wirgiliusz z Salzburga (745–784)
- Apostoł Finlandii – św. Henryk (zm. ok. 1160)
- Apostoł Frankonii – św. Kilian (ok. 640–689)
- Apostoł Franków – św. Remigiusz (ok. 437–533)
- Apostoł Fryzów – św. Wilibrord (657–738)
- Apostoł Galii – św. Ireneusz (130–200)
- Apostoł Galii – św. Dionizy (III wiek)
- Apostoł Galii – św. Marcin z Tours (338–401)
- Apostoł Galii – św. Saturnin z Tuluzy (zm. 257)
- Apostoł Germanii – św. Bonifacy (680–755)
- Apostoł Gruzji – św. Nino (ok. 268–335)
- Apostoł Holsztynu – św. Wicelin (1086–1154)
- Apostoł Indii – św. Tomasz Apostoł
- Apostoł Indii – św. Franciszek Ksawery (1506–1552)
- Apostoł Indii Zachodnich – Bartolomé de Las Casas (1474–1566)
- Apostoł Indian – John Eliot (1604–1690)
- Apostoł Irlandii – św. Patryk (373–463) i Dwunastu apostołów Irlandii
- Apostoł Irokezów – François Picquet (1708–1781)
- Apostoł Krety – św. Tytus z Krety (ok. 2–96)
- Apostoł Noricum – św. Seweryn (ok. 410-492)
- Apostoł Północy (Skandynawia) – św. Oskar (801–864)
- Apostoł Północy i Różańca – św. Jacek Odrowąż (1183–1257)
- Apostoł Peru – Alonzo de Barcena (1528–1598)
- Apostoł Piktów, Szkotów – św. Ninian (V wiek)
- Apostoł Prusów – św. Wojciech (ok. 956–997)
- Apostoł Pomorza – św. Otton z Bambergu (1060–1139)
- Apostoł Serbołużyczan – św. Adalbert z Magdeburga (ok. 910–981)
- Apostołowie Słowian – święci Cyryl i Metody (ok. 820–869)
- Apostoł Hiszpanii – św. Jakub Większy Apostoł
- Apostoł Wendów – św. Evermode (zm. 1178)
- Apostoł Węgier – św. Anastazy-Astryk (954–1044)

Misjonarze niekatoliccy:
- Apostoł Ameryki – Innocenty z Alaski (1797–1879), prawosławie
- Apostoł Czirokezów – Cephas Washburn
- Apostoł Chin – James Hudson Taylor (1832–1905), protestantyzm
- Apostoł Gotów – Wulfila (310–383), arianizm
- Apostoł ludów permskich – św. Stefan z Permu (1340–1396), prawosławie

Inni święci katoliccy określani mianem apostołów:
- Apostoł Eucharystii/kultu eucharystycznego – św. Piotr Julian Eymard (1811–1868)
- Apostoł duchowości eucharystycznej – św. Franciszek Spinelli (1853–1913)
- Apostołka Bożego Miłosierdzia – św. Faustyna Kowalska (1905–1938)